# Вале-де-Празереш
Вале-де-Празереш (порт. Vale de Prazeres; МФА: [ˈva.ɫɨ dɨ pɾɐ.ˈze.ɾɨʃ]) — парафія в Португалії, у муніципалітеті Фундан. Розташована в східній частині країни, на теренах історичної португальської провінції Бейра. Входить до складу округу Каштелу-Бранку. За адміністративним поділом, чинним до 1976 року, терени парафії були складовою провінції Нижня Бейра. Належить до Порталегрівсько-Каштелу-Бранківської діоцезії Католицької церкви. Патрон — святий Варфоломій. Площа — 54,3613 км². Населення — 1267 ос. (2011). Слабо урбанізований регіон. Густота населення — 23,31 осіб/км²
. Код — 050428.

## Населення
| Кількість мешканців | Кількість мешканців | Кількість мешканців | Кількість мешканців | Кількість мешканців | Кількість мешканців | Кількість мешканців | Кількість мешканців | Кількість мешканців | Кількість мешканців | Кількість мешканців | Кількість мешканців | Кількість мешканців | Кількість мешканців | Кількість мешканців |
| ------------------- | ------------------- | ------------------- | ------------------- | ------------------- | ------------------- | ------------------- | ------------------- | ------------------- | ------------------- | ------------------- | ------------------- | ------------------- | ------------------- | ------------------- |
| 1864                | 1878                | 1890                | 1900                | 1911                | 1920                | 1930                | 1940                | 1950                | 1960                | 1970                | 1981                | 1991                | 2001                | 2011                |
| 1 801               | 2 195               | 2 371               | 2 469               | 3 349               | 3 131               | 4 136               | 4 485               | 4 302               | 4 025               | 2 317               | 1 881               | 1 746               | 1 510               | 1 267               |